# ピンク騒動
ピンク騒動（The Pink Phink）は、ピンク・パンサーシリーズの短編アニメ映画、ピンク・パンサーが主役の最初の作品である。カートゥーン ネットワーク放送時のタイトルは『ピンクに塗ろう』。

## ストーリー
真っ白なおじさん（リトル・マン）が、家全体の壁を青色に塗っていた。
そこにピンク・パンサーが現れ、家を青からピンク色に塗り変えたり、青に塗り替えられたなどの駆け引きが始まる。
おじさんに見つかってしまうが、家全体をピンク色に変えることに成功する。

## アカデミー賞
この作品は、第37回アカデミー賞で短編アニメ映画賞を受賞している。